# 10068 Dodoens
A 10068 Dodoens (ideiglenes jelöléssel 1989 CT2) a Naprendszer kisbolygóövében található aszteroida. Eric Walter Elst fedezte fel 1989. február 4-én.